# Simeonskloster (Assuan)
Als Simeonskloster oder Kloster des Heiligen Simeon (arabisch Deir Anba Samaan) wird die Ruine eines koptischen Klosters aus dem 6. Jahrhundert westlich der oberägyptischen Stadt Assuan bezeichnet. In früheren koptischen und arabischen Quellen hieß die Klosteranlage Deir Anba Hadra, nach dem Einsiedler und späteren Bischof von Syene (heute Assuan) Anba Hadra aus dem 4. Jahrhundert. Erst später erfolgte die Benennung als Deir Anba Samaan nach Simon (Simeon), einem koptischen Heiligen, bekannt als Simon der Gerber oder Simon der Schuhmacher, der gegen Ende des 10. Jahrhunderts lebte. Diese Bezeichnung wurde von Archäologen und Reisenden für das verfallene Kloster übernommen.
Das Kloster gehört seit 1979 als Teil der „Nubischen Denkmäler von Abu Simbel bis Philae“ zum UNESCO-Weltkulturerbe.

## Lage und Beschreibung
Die aus Bruchstein und ungebrannten Nilschlammziegeln errichtete Klosteranlage befindet sich etwa 650 Meter nordwestlich des Nils auf einer Anhöhe über einem Trockental (Wadi) in der Libyschen Wüste. Von der Mündung des Tals am Nil, gegenüber der Insel Elephantine, führt ein Sandweg hinauf zum Simeonskloster, der als Geh- und Reitweg genutzt wird und unterhalb des Mausoleums des Aga Khan III. beginnt, wo sich eine Bootsanlegestelle befindet. Ein weiterer unbefestigter Weg führt von der Klosteranlage zu den Felsengräbern der Statthalter von Elephantine des Alten und Mittleren Reiches am Qubbet el-Hawa.

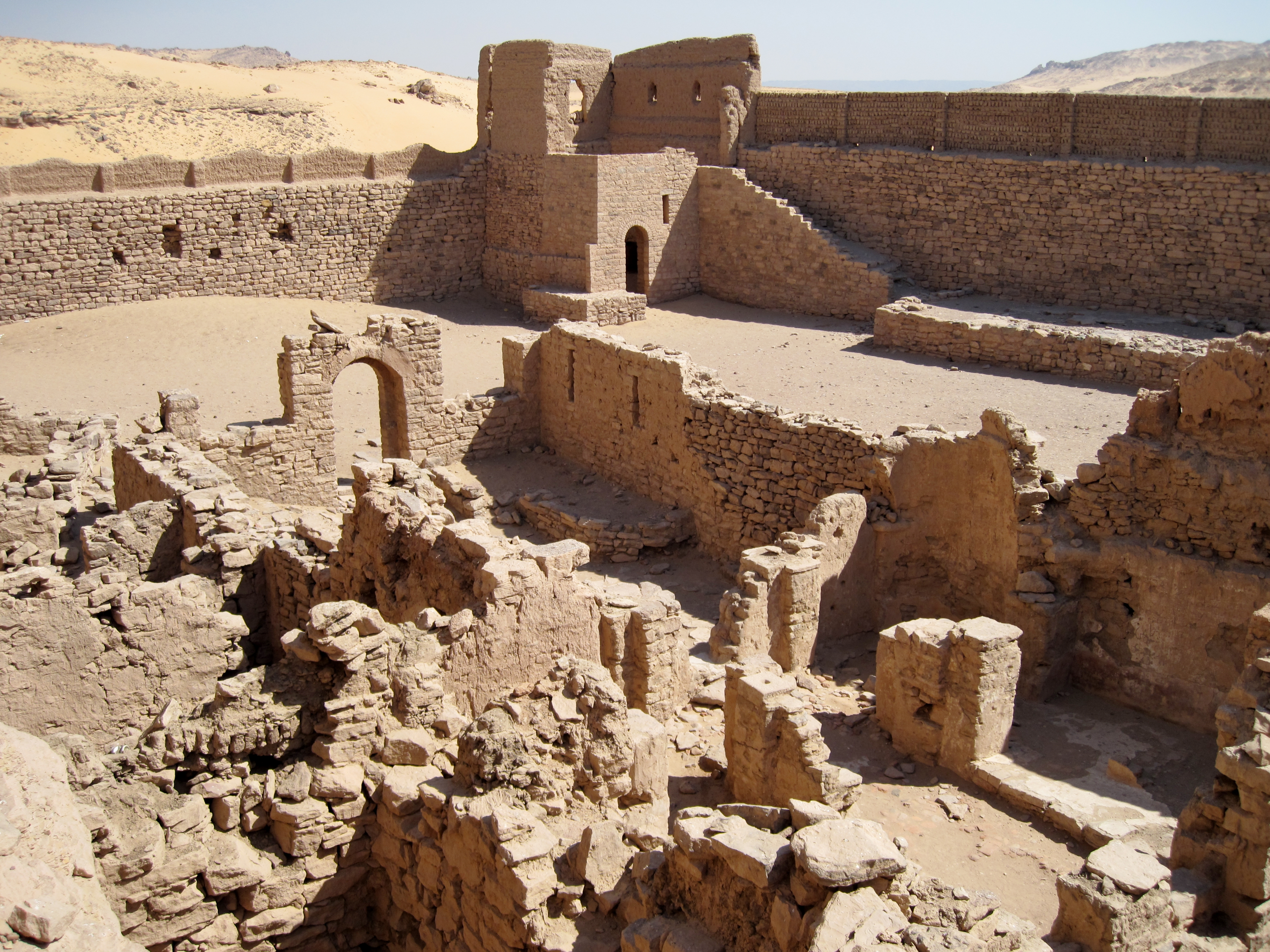
Untere Klosterebene mit nordöstlichem Eckturm der Außenmauer

Das ehemalige Kloster ist von einer über sechs Meter hohen Ringmauer umgeben und wird von zwei zehn Meter hohen Türmen flankiert. Im Inneren erheben sich auf einer Gesamtfläche von etwa 8500 m² die Reste der Klosterbauten, die auf zwei verschieden hohen Felsterrassen errichtet wurden. Jede der Ebenen besitzt einen eigenen Zugang zum Klostergelände jeweils in der Mitte der östlichen beziehungsweise der westlichen Außenmauer. Dabei handelt es sich um nach außen über die Flucht der Umfassungsmauer hinausreichende Wehrtürme. Von ihnen wird heute nur der östliche als Eingang für Besichtigungen genutzt. Die beiden Klosterebenen der Felsterrassen sind im Inneren durch Treppen untereinander verbunden.
Südlich des Eingangs schließen sich ehemalige Schlafräume an, die an der östlichen Umfassungsmauer hintereinander angeordnet sind. Westlich davon befinden sich die Überreste der dreischiffigen Basilika des Klosters. Sie ist in Ost-West-Richtung ausgerichtet. Über dem Mittelschiff befanden sich einst Kuppeln, die jedoch wie die gesamte Dachkonstruktion, im Gegensatz zum Steinfußboden, nicht erhalten sind. In der Apsis im Mittelschiff sind Freskenreste des thronenden Christus zwischen zwei Engeln erkennbar, an der linken Wand des dreiteiligen Sanktuariums Heiligendarstellungen. Hinter der Apsis lag das Baptisterium mit dem Taufbecken. Auch an der gegenüberliegenden Seite des Mittelschiffs haben sich teilweise Fresken erhalten.
Am westlichen Ende des nördlichen Seitenschiffs befindet sich eine Grotte, deren Eingang von der unteren Ebene in das Gestein der oberen Felsterrasse führt. Es handelt sich wahrscheinlich um ein altägyptisches Felsengrab, das von Mönchen als Wohnort genutzt wurde. Möglicherweise diente es einst dem Namensgeber des Klosters Anba Hadra während seines Einsiedlerdaseins als Behausung, wofür es jedoch keine Anhaltspunkte mehr gibt. Die Wände der Grotte sind mit gemalten Heiligenfiguren verziert, deren Köpfe zum Teil schwer zerstört sind. An die flachen Decke wurde ein geometrisches Muster in den Farben braun, rot und gelb aufgebracht, deren Vier- und Achtecke inzwischen verblasste Köpfe mit Heiligendarstellungen umgeben. Die Fresken stammen vermutlich aus dem 6. oder 7. Jahrhundert.

Untere Klosterebene
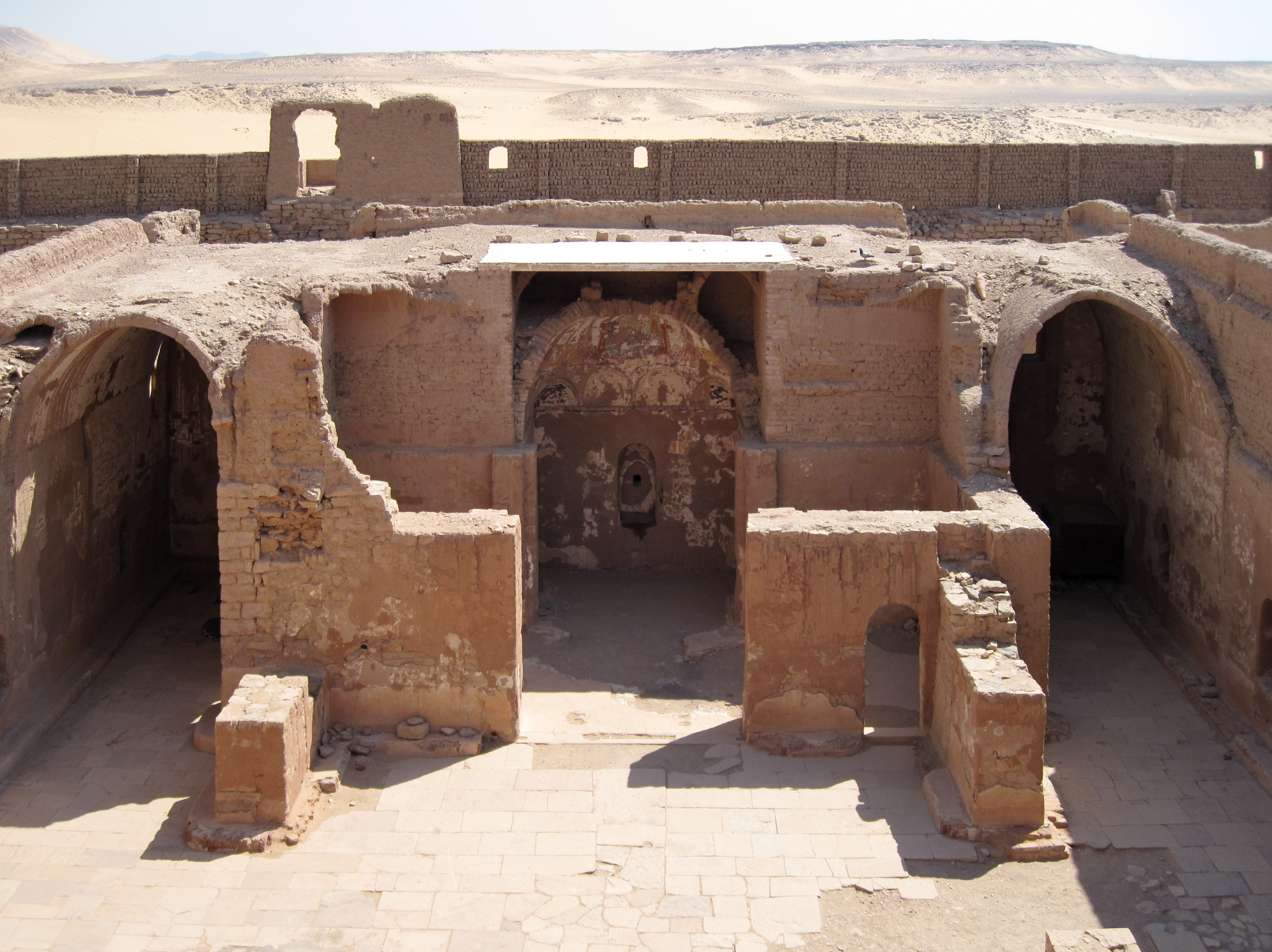
Ostseite der ehemaligen dreischiffigen Basilika
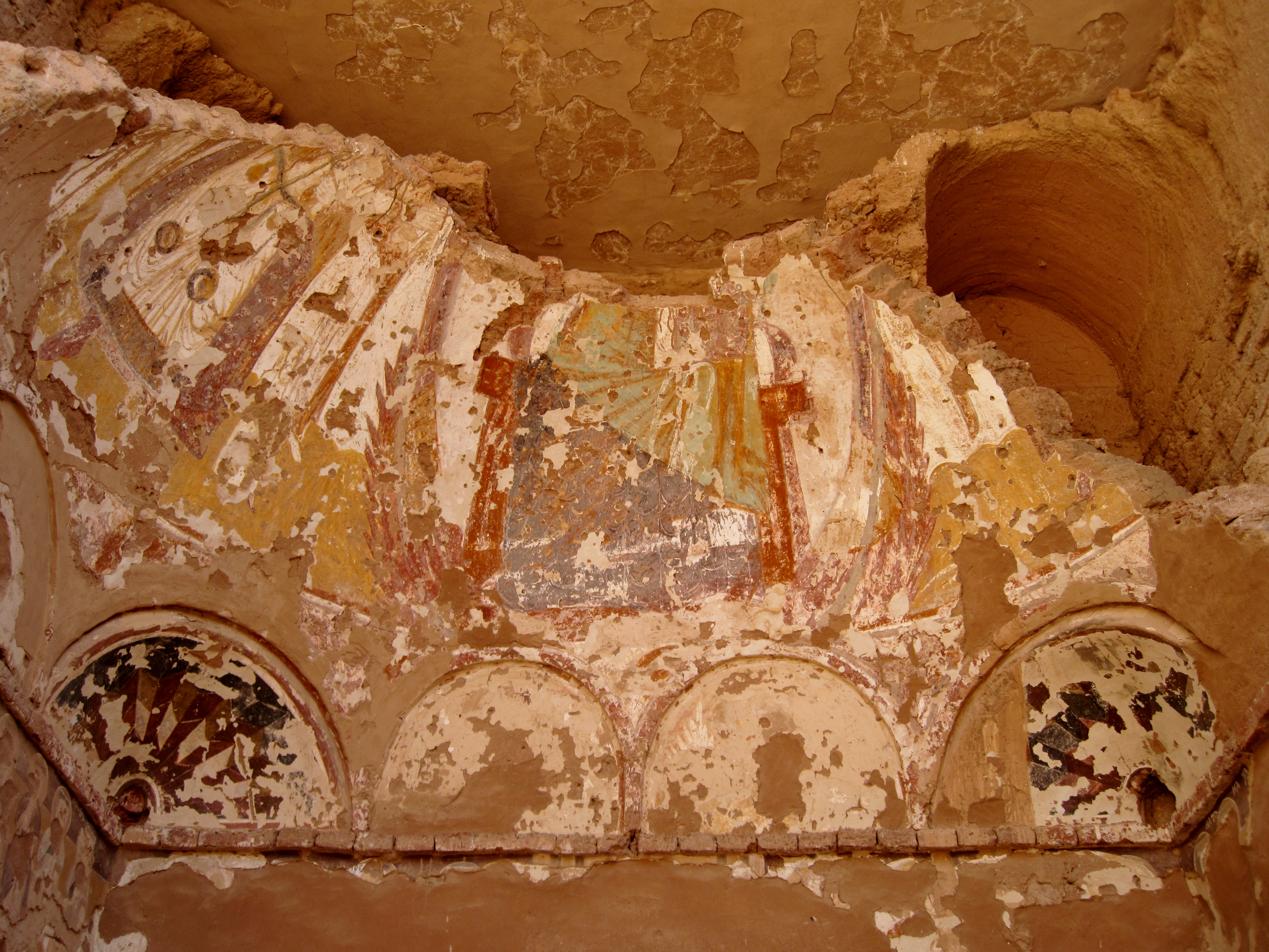
Reste des Freskos in der Kuppel der Apsis
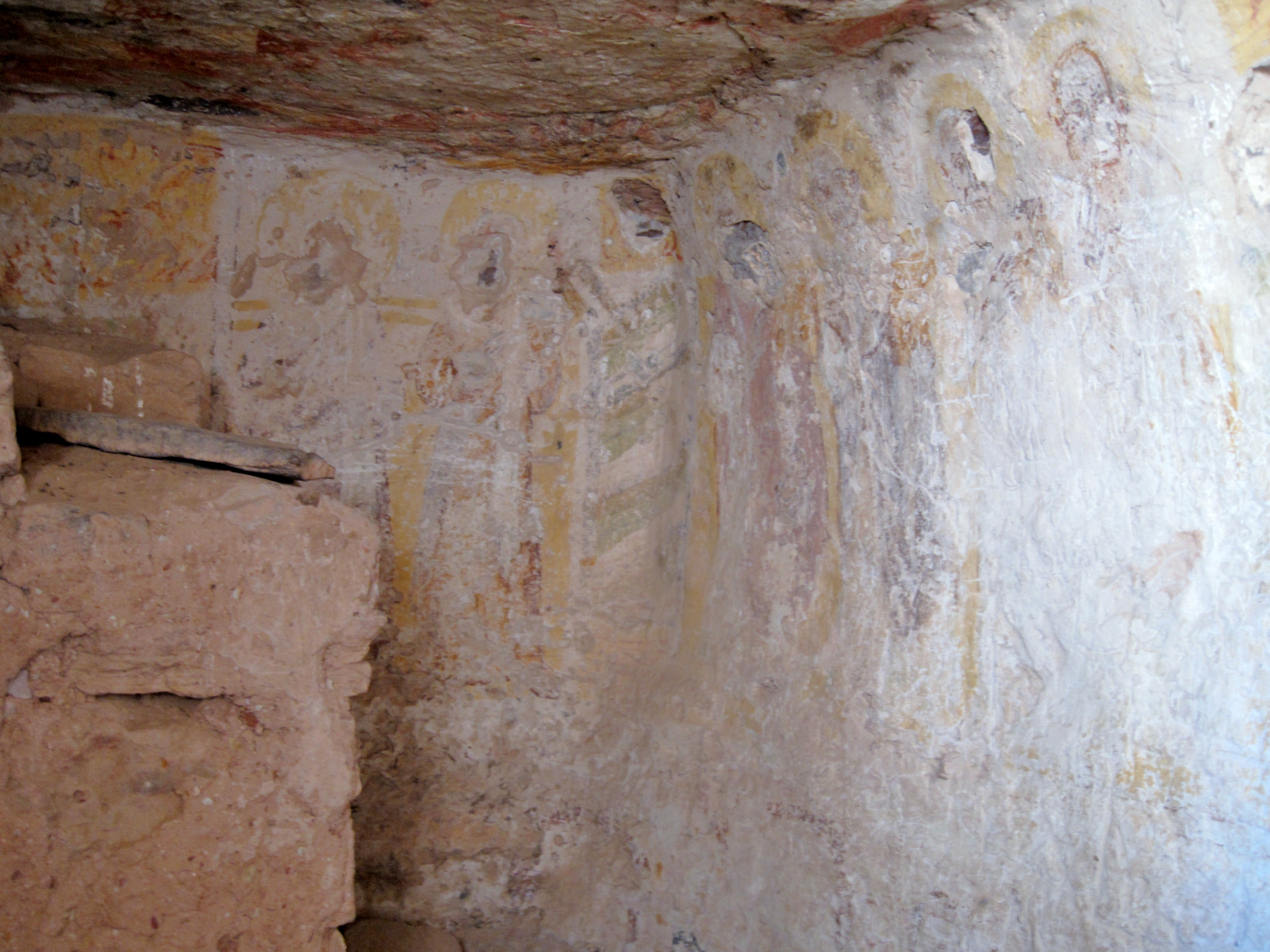
Fresken in der Grotte nordwestlich der Basilika
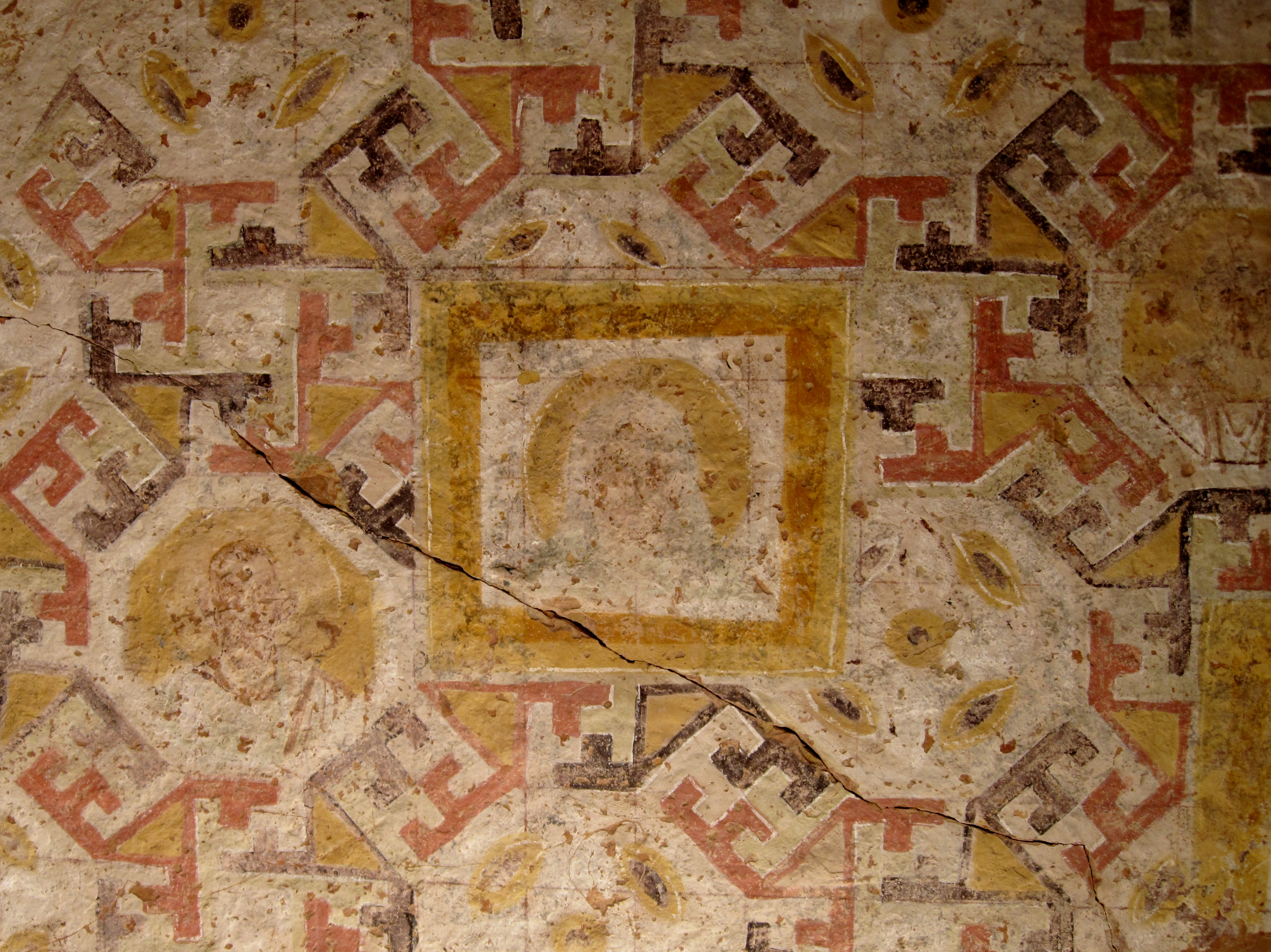
Deckenbemalung in der Grotte mit Heiligenbildern

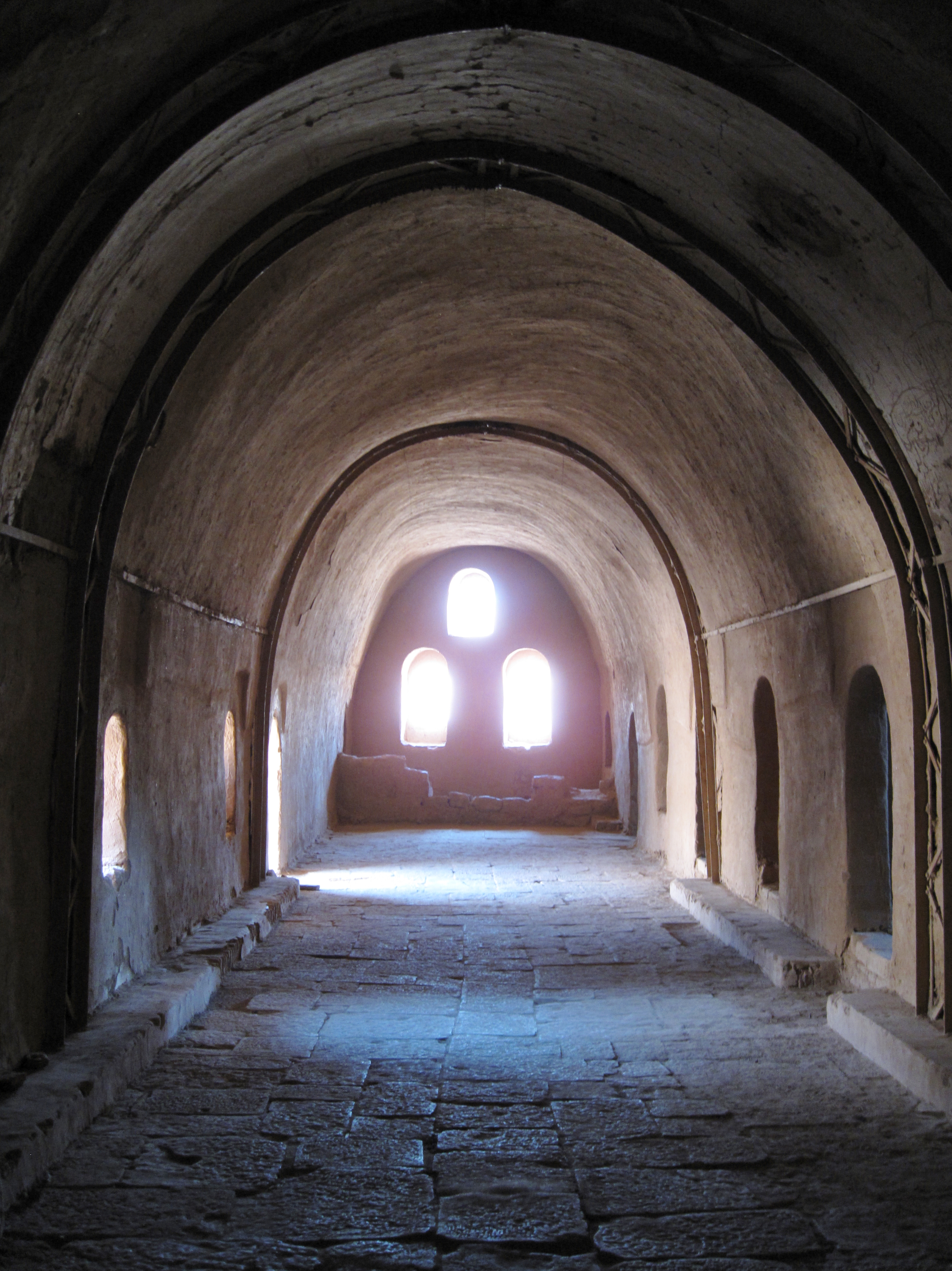
Zellengang (Dormitorium)

Die Bauten auf der oberen Felsterrasse sind umfangreicher als die auf der unteren Klosterebene und gliedern sich in zwei Bereiche. Im Norden befand sich der Schlaf- und Essbereich der Mönche nebst Küche, im Süden der Arbeitsbereich mit Magazinen und Stallungen. Im dreistöckigen Hauptgebäude (arabisch Kasr) befindet sich ein Zellengang, das Dormitorium, mit drei Fenstern nach Norden. Von ihm gehen nach Osten die Klosterzellen ab, die als Schlafräume der Mönche dienten. Diese sind mit Steinbänken versehen.
Auf der Westseite des Zellengangs schließt sich das Refektorium an, der Speisesaal des ehemaligen Klosters mit dahinter liegender Küche. Er grenzt im Norden wie die Nordseite des Zellengangs an die Außenseite der Klosteranlage. Der Fußboden des Refektoriums ist mit gebrannten Ziegeln gepflastert, auf dem sieben Ringe aus Lehmziegeln angeordnet sind, als Basis für Sitze, auf denen die Mönche ihre gemeinsamen Mahlzeiten einnahmen. In der Mitte des Raumes standen vier Säulen als Stützen zweier Reihen von zusammenhängenden Kuppeln, die den Speisesaal in Nord-Süd-Richtung überdachten. Die Säulen und das Dach sind heute nicht mehr vorhanden.
Im südlichen Bereich der oberen Klosterebene liegen die ehemaligen Wirtschaftsgebäude des Simeonsklosters. Dazu gehörten eine Kornmühle, eine Ölpresse, eine Weinpresse, eine Wasserkläranlage, die Bäckerei, die Stallungen sowie Magazine und Lagerräume. Daneben gab es auch eine Latrine, Bäder und Wannen, um Wasser umzufüllen und Salz zu extrahieren. Von der Ölpresse ist der mit drei Kreuzen verzierte Granitmahlstein erhalten. Eine Reihe von Öfen verschiedener Größen wurden zu unterschiedlichen Zwecken genutzt. Neben dem Backen von Brot wurden auch Tonwaren gebrannt, die in Oberägypten und Nubien Verwendung fanden. Auf dem Friedhof des Klosters befinden sich fast 200 Grabsteine, von denen die meisten aus der Zeit vom 6. bis zum 9. Jahrhundert stammen.

Obere Klosterebene
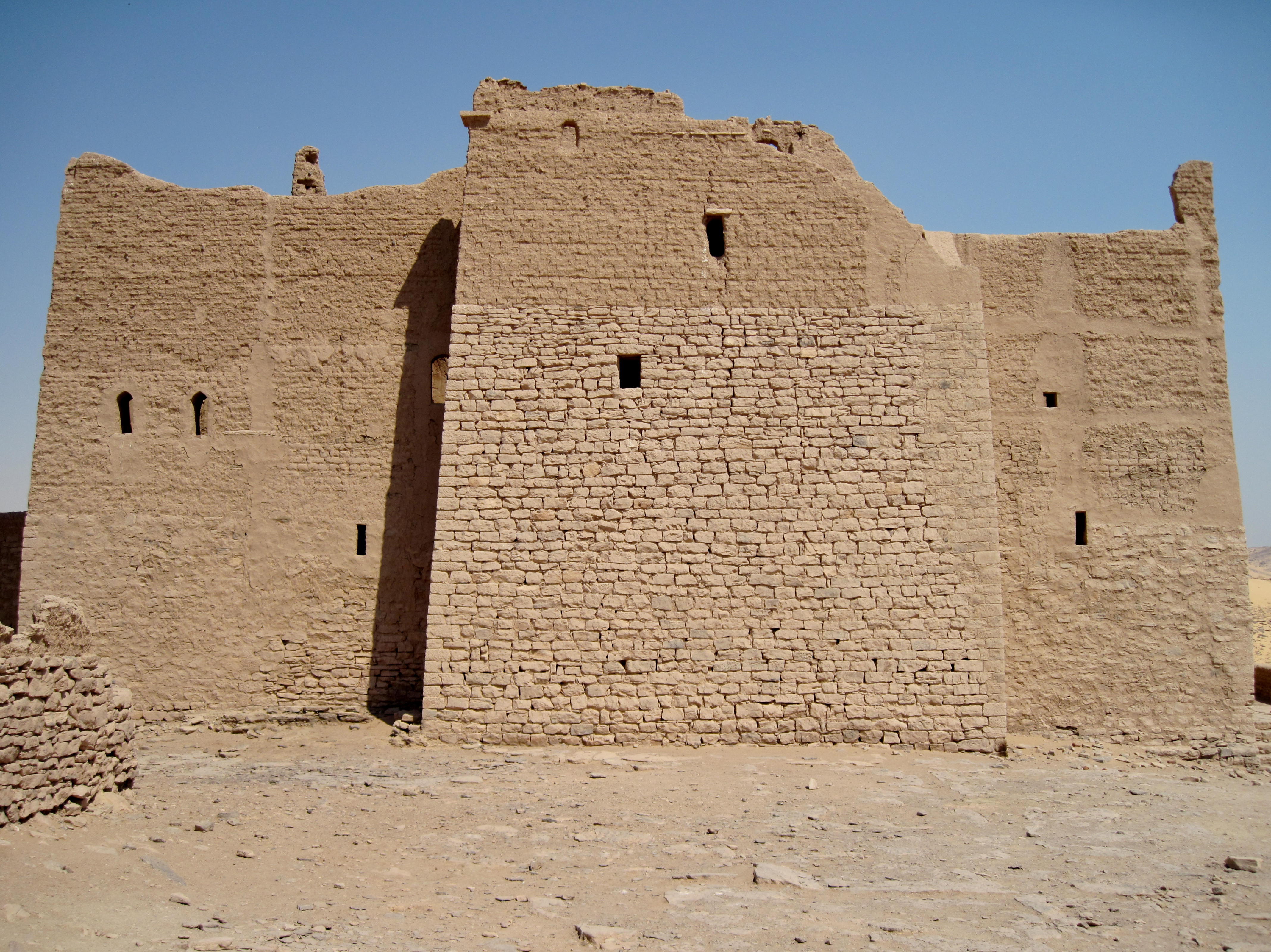
Dreigeschossiges Hauptgebäude (Kasr)
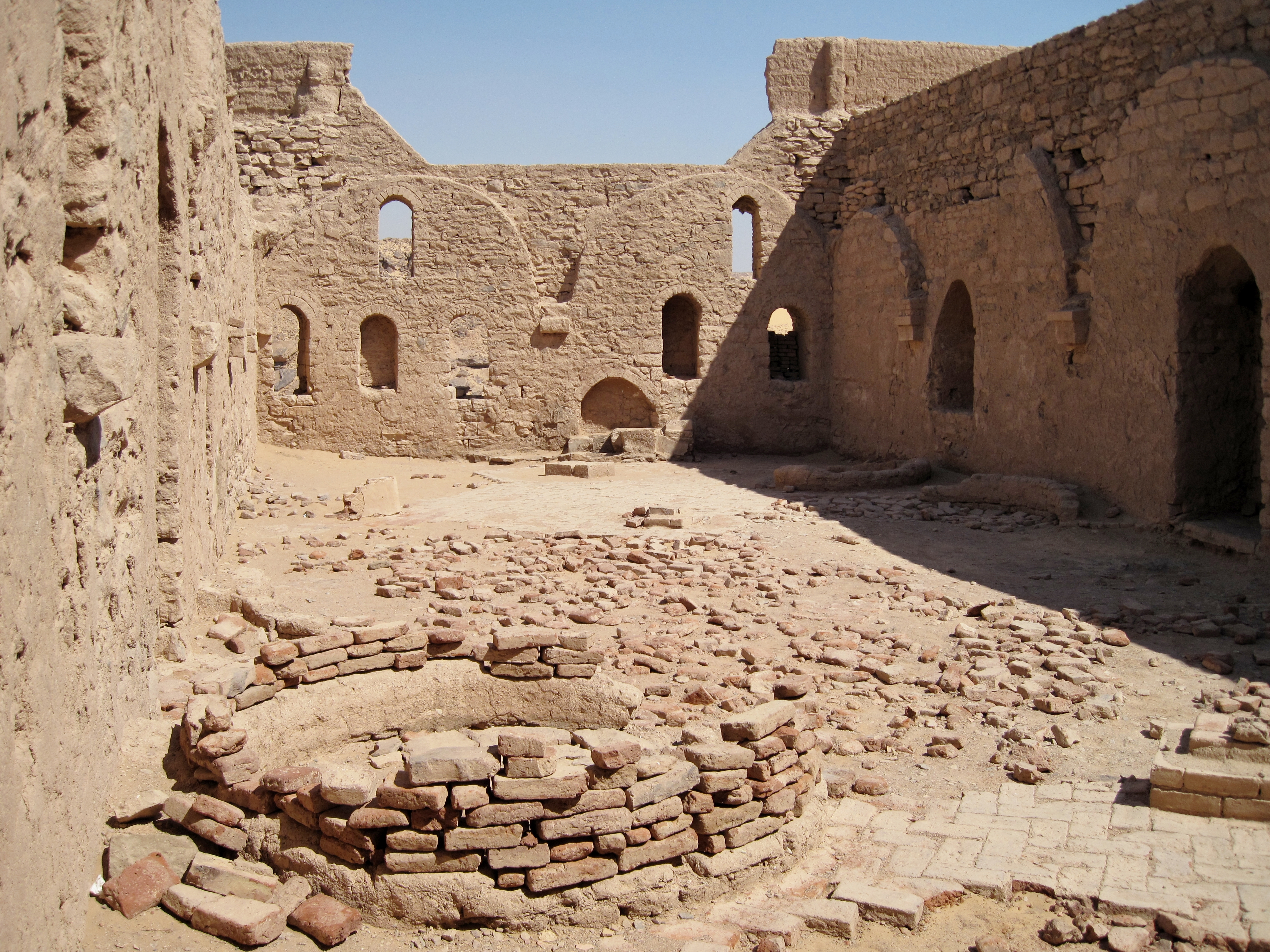
Speisesaal (Refektorium) an der Nordseite
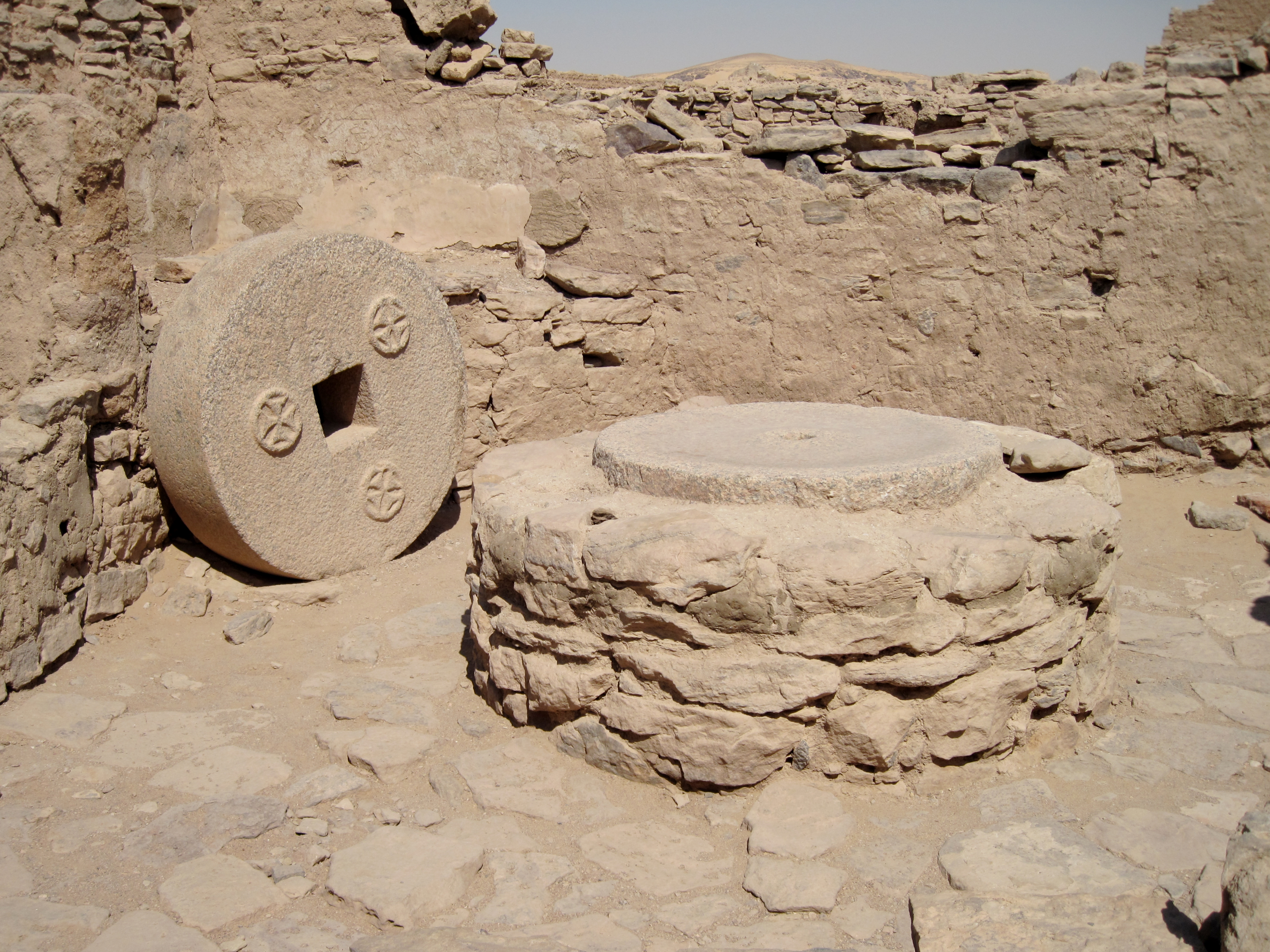
Granitmahlstein der ehemaligen Ölpresse
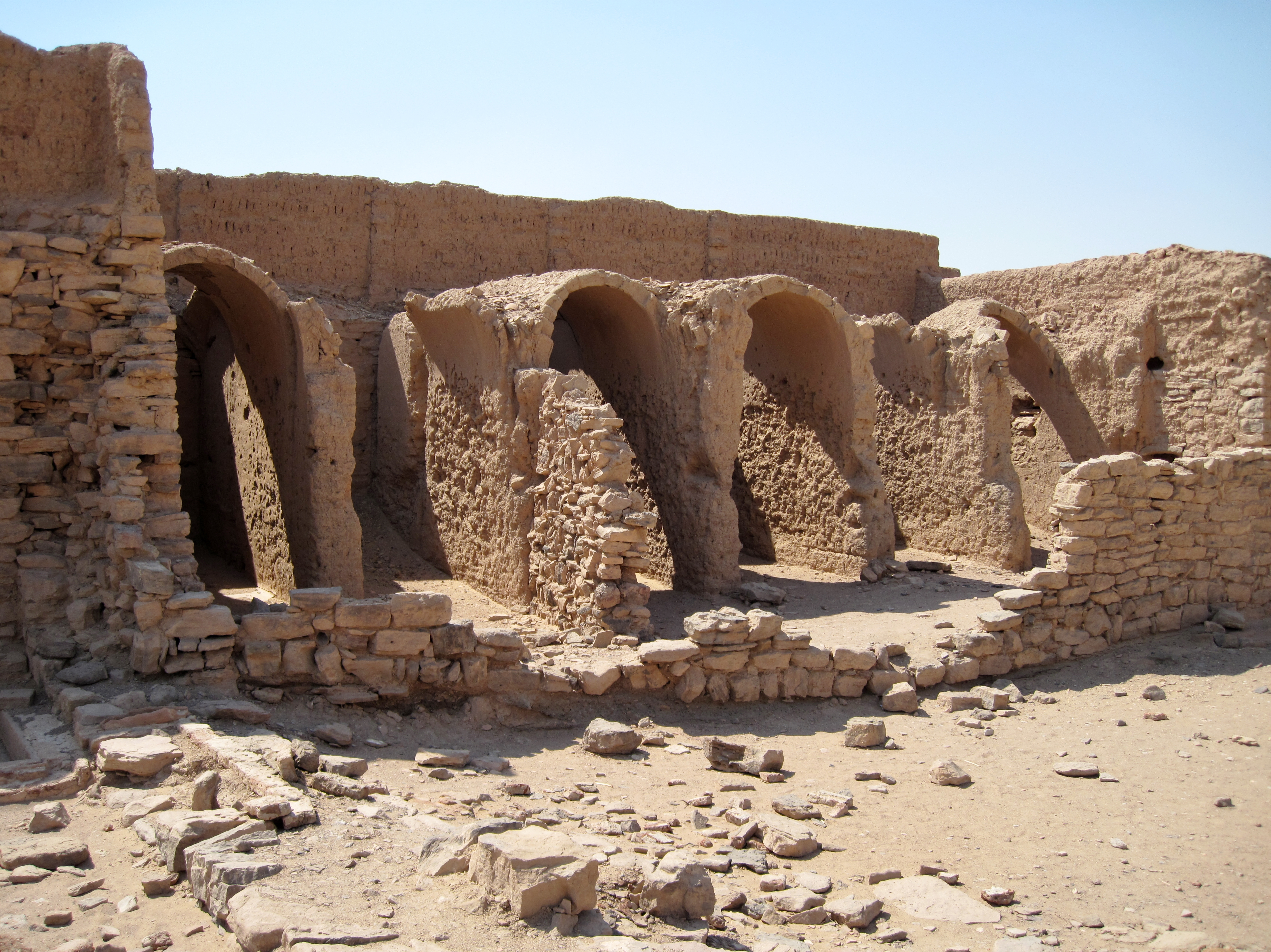
Gebäudereste an der Südseite des Klosters

## Geschichte
Das Gebiet um Assuan wurde als eine der letzten Regionen Ägyptens christianisiert. In der Amtszeit des Patriarchen Theophilos, von 385 bis 412 der 23. Patriarch von Alexandria, wurde der Einsiedler Anba Hadra (auch Hidra, Hadri, Hatre) zum Bischof von Syene geweiht. Anba Hadra starb während der Regentschaft des römischen Kaisers Theodosius I. (379–395), der das Christentum durch seine Gesetzgebung faktisch zur Staatsreligion gemacht hatte. Doch erst um 540 n. Chr. schloss der oströmische Kaiser Justinian I. den Isis-Tempel von Philae südlich von Syene (Assuan), ein bedeutendes Zentrum der altägyptischen Religion. Das Simeonskloster wurde ab dem Jahr 571 errichtet und nach Anba Hadra benannt.
Die älteren Bauten des auf zwei Ebenen errichteten Klosters stammen überwiegend aus der Zeit vom 6. bis zum 8. Jahrhundert. Die dreischiffige Basilika auf der unteren Ebene datiert aus dem 9. oder 10. Jahrhundert. Im 10. Jahrhundert wurde das Kloster erneuert und vergrößert, so dass es etwa 300 Mönchen als Wohnort diente, die sich selbst versorgten. Auf der unteren Ebene gab es zudem neben der Basilika einen Schlafsaal für Pilger. Im Jahr 1173 wurde das Kloster von Sultan Salah ad-Din (Saladin), dem Begründer der Dynastie der Ayyubiden, angegriffen und schwer beschädigt. Danach gab es immer wieder Probleme durch Überfälle von Beduinen und mit der Wasserversorgung. Nach der Zerstörung durch die Araber 1321, bei der diese zahlreiche Mönche töteten und die übrigen vertrieben, wurde das Kloster aufgegeben und nicht wieder aufgebaut.